# Parti canadien du Québec
Le Parti canadien du Québec (ou Canadian Party of Québec en anglais, abrégé en CaPQ) est un parti politique québécois fondé en 2022 par Colin Standish. Il prône un bilinguisme officiel au niveau provincial au Québec, contrairement à la situation actuelle où le français est considéré comme seule langue officielle. Le parti souhaite le maintien de liens forts entre le Québec et le Canada.
Le parti est né de la grogne de plusieurs anglophones par rapport au gouvernement caquiste et à la loi 96 votée par l'Assemblée nationale, ainsi que par une insatisfaction croissante de certains de ces électeurs anglophones envers les positions du Parti libéral du Québec jugé trop tièdes sur les enjeux linguistiques,.
Le CaPQ présente 20 candidats aux élections générales de 2022 mais ne parvient pas à en faire élire un.

## Résultats électoraux
|          |        |
| 20 / 125 | (16 %) |
|          |        |

|         |       |
| 0 / 125 | (0 %) |
|         |       |

|        |  |
| 0,32 % |  |
|        |  |